# フリーダム・コンボイ
フリーダム・コンボイ（フランス語：Convoi de la liberté、英語：Canada convoy protest）とは、2022年2月にカナダで発生した新型コロナウイルス（COVID-19）ワクチンの義務化と非接種者に対する行動制限に反対する一連の抗議行為と橋封鎖のことである。この一連のデモは、1月22日に数百台の車両が車列を組み、2022年1月29日に首都オタワの国会議事堂前に集結し始まった。車列には数千人の歩行者抗議団が参加し、参加者の中には国境を封鎖するものもいた。
カナダ政府は国境封鎖の経済的影響を懸念し、2月11日、オンタリオ州首相ダグ・フォードは非常事態を宣言した。首相ジャスティン・トルドーとアメリカ大統領ジョー・バイデンは2月11日に会談し、国境での封鎖を終わらせることについて協議した。
2月14日、トルドー首相は1988年に成立して以来初めて「非常事態法」を発動。1914年に成立した「戦時措置法」を改正したこの法律は、「戦時措置法」と比べ、多くの市民権を保護し、権力の乱用の可能性が低くなるように制定されている。

## 背景と目標
1月15日に発表されたワクチン接種義務の施行は、国際国境通過地点でカナダに入国するトラック運転手にも適用され、 1月15日から、ワクチン未接種のアメリカの越境トラック運転手はカナダへの入国が拒否されている。完全な予防接種を受けていないカナダのトラック運転手は、国境に到着してから72時間以内に採取したPCR検査の結果が陰性であることを証明する必要がある上に到着後に検疫を受ける必要があった。
ワクチン接種をしていないトラック運転手は、個々の雇用主がワクチン接種を要求しない限り、カナダで働くことが可能。1月5日の時点で、連邦政府は、州境を越える連邦政府規制の国内フリートに対するワクチン義務化の計画を発表していた。この時点では、これらの規則に関する最終的な日付は設定されていなかった。
2021年11月下旬、世界的なパンデミックの第5波において、感染力の強い変異株（SARS-CoV-2 オミクロン変異型） は2日もかからずに前週の倍となり、感染者の多くはワクチンを接種していない患者であり、入院や病院での治療が必要な重症患者の割合が多かった。   しかし、1月12日の時点でワクチン未接種のカナダ人は約13％のみであった。 ケベック州では、2月7日までに入院患者の50％をワクチン未接種者が占めた。 カナダの公衆衛生局長であるテレサ・タム 博士は、1日の平均患者数は、前週から65％増加し、1日平均42,000人の新規患者が発生。 いくつかの州・準州政府は、広がりを遅らせようと「より厳しいロックダウン」を課していた。と述べている。 2月4日のカナダ公衆衛生当局によると、1月には新規のオミクロン感染者数はピークに達していた。

### ワクチン接種の義務化
2021年10月21日のカナダ政府のブリーフィングでは、すべての予防接種情報をもっている「州」と「準州」が、カナダ人が国外旅行をするために必要なワクチンパスポートを、「既存の州予防接種証明制度」を使って提供すると発表。  さらに2022年までに、すべての州と地域が国内および海外旅行のためのカナダの推奨する基準を満たしている者に「QRコード付きのワクチンパスポート」を用意する計画を発表。 
10月29日以降、連邦政府の公共サービスや銀行など連邦政府が規制する業種の従業員にはワクチン接種の証明が義務付けられた。 1月初旬までに、これらの機関では「証明がない者、あるいは医学や宗教上の理由による免責がない者は無給休暇となった。  10月末以降、クルーズ船やVIA鉄道で国内旅行を希望するカナダ人は、完全に予防接種を受けている（カナダで定められている接種するべき回数をクリアしている）か、PCR検査で陰性であることを証明しなければならなくなった。

### 抗議活動の目的
この抗議では、ワクチン義務化とカナダにおけるワクチンパスポートの廃止を求めている。 本活動のスポークスマンであるベンジャミン・ディヒターはFOXニュースで「ワクチン義務化とワクチンパスポートから脱却したい」と発言している。

## デモ活動
2月10日、フリーダムコンボイのリーダーたちは2月11日を「オレンジシャツデー」と宣言し、学校での新型コロナウイルスによる行動制限を終わらせるために学生のウォークアウトを呼びかけた。教員らはこの発表に対し、横領だと非難した。。
デモ15日目の2月11日、抗議者たちがアメリカ・ミシガン州のデトロイトとカナダ・オンタリオ州のウィンザーを結ぶアンバサダー橋を占拠し続ける中、オンタリオ州の首相であるダグ・フォードはオンタリオ州の非常事態を宣言し、オタワのダウンタウンの状況を「包囲（siege）」と呼んだ 。 2月12日までに、警察は橋からトラックを撤去した。（警察の一部は重火器や装甲車を使用 ）

## 法執行機関の対応

### オタワ警察
オタワ警察はデモ開始から3週間の間、コンボイ（護送船団）への対応について批判を受け、ピーター・スロリー署長が辞任する事態に陥った。1月31日の記者会見で、オタワ警察署長のピーター・スロリーは、このデモを「特殊で、規模が大きく、二極化されて、あらゆる側面において文字通り”危険”である。」だと述べた。  1月28日から「交通渋滞」が発生、その後2日間の間に数千台もの大型トラックが首都オタワに到着し署長は「交通カオス」となったと述べた。 治安部隊には、連邦、州、自治体警察、RCMP、オンタリオ州警察が招集。スロリー署長は、デモが行われている週末の間はオタワのダウンタウンへ行くことを避けるようにと声明を発表し、「デモの中、あるいはデモに関連して暴力行為を働いたり法律に違反する行為を行う者を調査し、必要であれば逮捕、告訴し起訴する用意がある」と付け加えた。スロリー署長によると、1月31日にデモが縮小されて以来、通常は中心部の周辺で直接支援を行っているが、デモの最盛期には別の場所に配置されていた犯罪防止チームが周辺に戻った。
1月31日までに、1日あたりの警察官派遣費用が80万カナダドル（約7371万円）と見積もられていたため、オタワ市長は費用負担のための法的措置を検討することとなった。
国会議事堂での抗議行動初日の1月29日、カナダのジャスティン・トルドー首相は安全上の懸念から非公開の場所に避難した。
市長によって非常事態が宣言された後も、規制が十分ではなく第二週の週末、土曜日の夕方の時点でダウンタウン中心部の「レッドゾーン」に500台の大型トラックと7000人のデモ隊がいたため、スローリー署長はオタワ警察理事会の緊急会議で、現役のOPS警官全員と助けに来た数百人の法執行官をもってしても、彼が言う「乱れた抗議行動」を終わらせるだけの「資源」がないことを報告。さらに、2月11日と12日の第3週の週末、市の中心部である国会議事堂に約4,000人か5,000人のデモ参加者が集まった。